# Mehrfamilienhaus Kirchenpauerstraße 1
Das Mehrfamilienhaus Kirchenpauerstraße 1 in der niedersächsischen Kreisstadt Cuxhaven im Landkreis Cuxhaven stammt vom Anfang des 20. Jahrhunderts. Aktuell (2024) wird es vom Paritätischen Wohlfahrtsverband Cuxhaven und für Wohnungen genutzt.
Das Gebäude in der Gruppe Wohnhäuser südlich der Schillerstraße steht unter Denkmalschutz (siehe auch Liste der Baudenkmale in Cuxhaven).

## Geschichte und Beschreibung
Große Teile der Stadterweiterung um 1900 südlich der Schillerstraße sind gut erhalten, viele im originalen Erscheinungsbild. Dazu gehören ein- bis dreigeschossige Wohnhäuser im Bereich Am Grünen Weg, Schillerplatz, Grandauerstraße und Kirchenpauerstraße. Sie stammen von verschiedenen namhaften Cuxhavener Architekten wie Rudolph Glocke, John Polack und Richard Alberts, welche die historisierenden Fassaden in den Formen des Barocks, des französischen Rokokos und des Jugendstils entwarfen. Zurückhaltender sind die zwei- und dreigeschossigen, zwischen 1904 und 1908 entstandenen Häuser an der Reinekestraße mit historisierender Ornamentik im floralen Jugendstil.
Das dreigeschossige traufständige verputzte und verklinkerte Eckgebäude auf Keller mit Satteldach, mit der viergeschossigen Ecke mit einem geschweiften Giebel, einem zweigeschossigen Erker und dem Eingang wurde 1906 nach Plänen von Richard Alberts gebaut. Die straßenseitige Schmuckfassade wurde gestaltet mit floralem jugendstilhaften Stuckdekor, dem weiteren Erker mit Balkon, den Fensterumrahmungen, Gesimsen, Brüstungsfeldern, Ecken und der Attika.
Der Paritätische Wohlfahrtsverband Cuxhaven sanierte das Haus und nutzt es als seine zentraie Geschäftsstelle als Träger unterschiedlichster Einrichtungen und sozialer Dienste im Landkreis.
Das Landesdenkmalamt befand u. a.: „… Zeugnis- und Schauwert im Hinblick auf die geschichtliche, künstlerische und städtebauliche Bedeutung … .“